# Nicolas Sanson

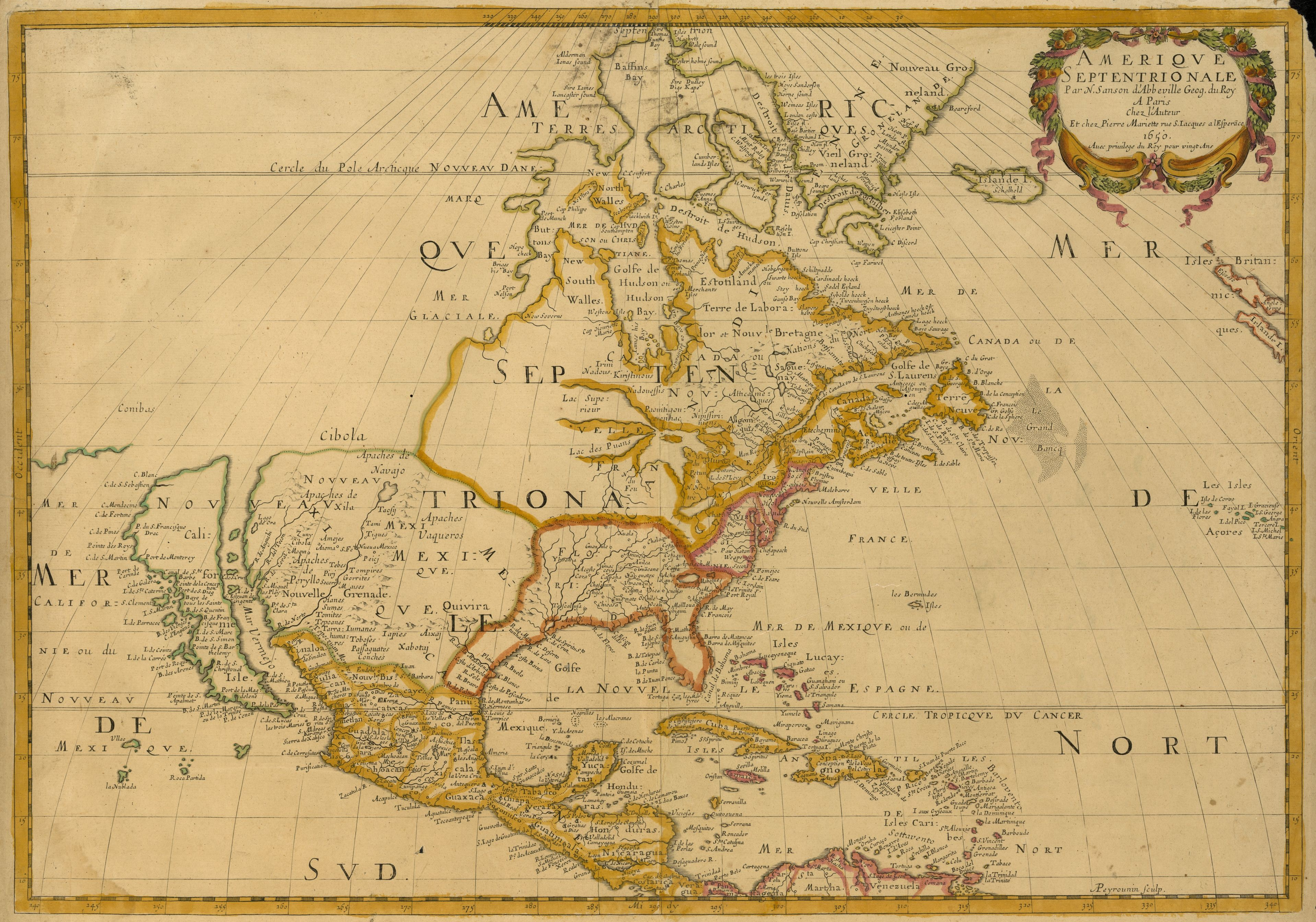
Un mapa de 1650 de Sanson mostrando Norteamérica (con California representada como una isla).

Nicolas Sanson (Abbeville, 20 de diciembre de 1600 - París, 7 de julio de 1667) fue un historiador y cartógrafo francés.

## Biografía
Sanson fue educado en el colegio jesuita de Amiens. En 1627, con apenas dieciocho años, atrajo la atención de Richelieu debido a un mapa de la Galia que él había proyectado (o por lo menos iniciado). Sanson dio clases de geografía a Luis XIII y Luis XIV y, se dice, que cuando Luis XIII fue a Abbeville, prefirió ser huésped de Sanson, en vez de ocupar los aposentos aportados por la ciudad. Después esa visita, el rey le nombró ministro de Estado.
Activo desde 1627, Sanson publicó su primer mapa de importancia, Postes de France, en 1632 a través del editor Melchior Tavernier. Después de publicar varios atlas el mismo se hizo socio de Pierre Mariette, un editor de grabados.
En 1647, Sanson acusó al jesuita Philippe Labbe de plagiarlo en su Pharus Galliae Antiquae; en 1648 perdió a su hijo mayor, Nicolas, muerto durante la sublevación de la Fronda. Sanson murió en París el día 7 de julio de 1667. Sus dos hijos menores, Adrien (m. 1708) y Guillaume (m. 1703), le sucedieron como geógrafos del rey.
En 1692, Hubert Jaillot reunió mapas de Sanson en un Atlas nouveau.

## Principales obras
- Galilee antiquae descriptio geographica (1627);
- Graeciae antiquae descriptio (1636);
- L'Empire romain (1637);
- Britannia, o recherches de l'antiquité d'Abbeville (1638)
- La France (1644);
- Tables méthodiques pour les divisions des Gaules (1644);
- L'Angleterre, l'Espagne, l'Italie et l'Allemagne (1644);
- Le Cours du Rhin (1646);
- In Pharum Galliae antiquae Philippi L'Abbe disquisitiones (1647-1648);
- Remarques sur la carte de l'ancienne Gaule de César (1651);
- L'Asie (1652);
- Index geographicus (1653);
- Les Estats de la Couronne d'Arragon en Espagne (1653);
- Geographia sacra (1653);
- L'Afrique (1656)
- Sanson, Nicolas (1656), Le Canada o Nouvelle France, &c., París: Chez Pierre Mariette, OCLC 32881783.
- Sanson, Nicolas (1658), Cartes générales de toutes les parties du monde, París: P. Mariette, OCLC 11510414.